# Jörg Vogelsänger
Jörg Willi Vogelsänger, né le 17 mai 1964 à Woltersdorf, est un homme politique allemand membre du Parti social-démocrate d'Allemagne (SPD). Il est ministre de l'Environnement et de l'Agriculture du Land de Brandebourg de 2014 à 2019.

## Biographie

### Formation d'ingénieur
Après avoir passé son Abitur, il débute en 1984 des études supérieures de génie mécanique à l'université technique de Dresde. Il y obtient en 1989 un diplôme d'ingénieur, spécialisé en génie mécanique et techniques de construction.

### Débuts en politique
Ayant adhéré en février 1990 au Parti social-démocrate d'Allemagne, il est élu au conseil municipal d'Erkner, dont il devient président, et à l'assemblée de l'arrondissement de Fürstenwalde. Il est embauché l'année suivante comme ingénieur à l'atelier de réparation et de maintenance des S-Bahn berlinois de Raw Berlin-Schöneweide, dans le quartier de Niederschöneweide.
En 1992, il devient coordinateur principal du SPD dans l'arrondissement d'Oder-Spree

### Député régional, puis fédéral
Il est élu député au Landtag du Brandebourg en 1994, où il est porte-parole du groupe SPD pour les transports. Il intègre le comité directeur régional du parti en 1998 et occupe également entre 1999 et 2002 la vice-présidence de la commission parlementaire du Développement urbain, du Logement et des Transports.
Pour les élections fédérales de 2002, il est investi dans la circonscription Francfort (Oder) - Oder-Spree et se fait alors élire député au Bundestag. Il intègre l'année suivante l'assemblée de l'arrondissement d'Oder-Spree. Il conserve son mandat fédéral aux élections anticipées de 2005, mais le perd quatre ans plus tard face à un candidat de Die Linke.

### Dans le gouvernement du Brandebourg
Il quitte peu après l'assemblée d'arrondissement pour devenir secrétaire d'État du ministère des Infrastructures et de l'Agriculture du Brandebourg le 6 novembre, sous la direction de Jutta Lieske. Cette dernière démissionne pour raisons de santé le 24 février 2010, et Jörg Vogelsänger la remplace le lendemain au poste de ministre des Infrastructures et de l'Agriculture du Land.
Après les élections régionales de 2014, qui confirment la coalition de gauche au pouvoir, son ministère change de périmètre et il prend alors le titre de ministre du Développement régional, de l'Environnement et de l'Agriculture.